# Открытая лабораторная
Откры́тая лаборато́рная — ежегодное международное мероприятие по проверке научной грамотности, организуемое с 2017 года проектом «Лаба». Проводится в разных городах мира в День российской науки (8 февраля) или в ближайшие выходные после него. Участникам «Лабораторной» предоставляется возможность проверить свои естественно-научные знания и понимание устройства базовых явлений в жизни из разных областей науки.

## История
Проект «Открытая лабораторная» был придуман научными журналистами Евгением Насыровым, Ольгой Орловой и Александром Сергеевым.
Первая «Открытая лабораторная» прошла на 155 площадках в 2017 году в 34 городах городах России, Китая и Казахстана при поддержке «Рыбаков Фонда».
В апреле 2018 года было создано АНО «Лаборатория просветительских проектов», учреждённое бизнесменом Романом Авдеевым, которое стало организатором данного мероприятия.
В 2018 году «Открытая лабораторная» прошла во второй раз на 165 площадках в 70 российских городах, а также в десяти странах мира. Также проходило онлайн-тестирование, которое охватило людей из более чем 60 стран. В «Открытой лабораторной» приняло участие 41 000 человек (из них более 15 тыс. в онлайне). Акция проходила при поддержке Министерства образования и науки России, а главным академическим партнёром выступила Российская академия наук.
4 февраля 2019 года проект «Открытая лабораторная» был удостоен премии «За верность науке — 2018» в номинации «Прорыв года».
Третья «Открытая лабораторная» состоялась 9 февраля 2019 года; мероприятие проходило на 300 площадках в 30 странах мира и в нём приняло участие более 100 000 человек.
25 апреля — в международный День ДНК — «Лаба» провела первую тематическую акцию: «Генетическая лабораторная» прошла в 13 городах России.

## Правила
У участников мероприятия есть 30 минут, чтобы ответить на вопросы. После этого участники в течение часа разбирают задания с учеными, академиками РАН и популяризаторами науки.

## Оценки мероприятия
Результаты лабораторной, как правило, вызывают большой интерес СМИ, так как подобное массовое тестирование позволяет оценить распространение тех или иных научных мифов в обществе и общий уровень образованности граждан.
Так, Комсомольская правда отметила, что 8 % участников лабораторной не верят в высадку человека на Луне, 50 % убеждены, что обезьяны и человек — две разные ветви развития и эволюция тут ни при чём, более половины участников акции верят в существование биополя и уверены, что его можно измерить. Газета «Коммерсантъ» обратила внимание, что каждый второй участник лабораторной думает, что самая яркая звезда на небе — Полярная, а не Сириус.
Издание «Чердак-ТАСС» отмечает, что статистику «Открытой лабораторной» не следует воспринимать как репрезентативную, так как её участники — люди, проявившие интерес к проверке своей картины мира и, соответственно, качество их научных представлений должно быть несколько выше, чем в среднем по стране. Таким образом, среди населения в целом поддержка мифов и заблуждений будет выше, чем у участников «Лабораторной».

## Совместные и тематические проекты
В 2018 году проект «Открытая лабораторная» появился в списке партнёров на официальной странице Тотального диктанта в Москве. Вопросы от «Лабораторной» также появились в бланках Тотального диктанта.
12 апреля 2018 года прошла тематическая акция («Космическая лабораторная») в честь Дня космонавтики. Площадками акции стали «Планетарий № 1» в Санкт-Петербурге и Донской государственный технический университет в Ростове-на-Дону.